# Rリンキング
Rリンキング（アールリンキング、英語: r-linking, Linking r）とは、リンキング（リエゾン）の一種である。ここでは「割り込みのR（Intrusive r）」についても解説する。

## 解説

### Rリンキング
イギリス英語において、-r または -re で終わる単語（つまり、語末の音素が/r/である単語）に母音で始まる単語が続く場合、その語末の/r/が母音の前の位置にあるものとみなして発音される。
- far away /fɑːr əweɪ/→[fɑː rəweɪ]（ファー・ラウェイ）
- War and Peace /wɔːr ənd piːs/→[wɔː rənd piːs]（ウォー・ランドゥ・ピース）

Rリンキングは話し言葉でよく見られる。なお、後続が子音で始まる語や、何も続かない場合、語末の/r/は発音されないので、Linking rは起きない。
また、アメリカ英語では語末の r がr音性母音として発音されるため、rリンキングは自然に起こる。

### 割り込みのR
英語の歴史上、語末に/r/の音素を持つことが無かった英単語、つまり語末に -r または -re が綴られていない語であっても、/r/を後から“挿入”して、Linking rのように、後続する母音で始まる語の母音の前に/r/があるものとみなして発音することがある。これを『Intrusive r（割り込みのr）』と呼ぶ。
- saw it /sɔː ɪt/→[sɔː rɪt]（ソーリトゥ）

- drawing /drɔːɪŋ/→[drɔːrɪŋ]（ドゥローリング）

## 容認発音との関連
容認発音（Received Pronunciation）が広く普及していた時代には、Linking rとIntrusive rを区別することが重要視されていた。イギリスにおいて、RPが標準発音であった時代、Linking rを許容するイギリス人RP話者は多くいたが、Intrusive rを許容するイギリス人RP話者は少なかった。
それどころか、Intrusive  r は英語への“intrusion（侵略）”であると見做され、Intrusive rを非難するイギリス人RP話者が多くいた。終いには、Intrusive rはRPの特徴ではないとまで言いだす人も続出したが、これについてはLindsey（2019: 87）が否定している。
また、RPの話者が少なくなってきた最近では、Intrusive rを非難する人自体が少なくなっている。その例として、BBCですら、Intrusive rを使うアナウンサーが増えてきている。 